# Ronco Scrivia
Ronco Scrivia (ligurisch Ronco) ist eine italienische Gemeinde in der Metropolitanstadt Genua mit 4177 Einwohnern (Stand 31. Dezember 2023).

## Lage

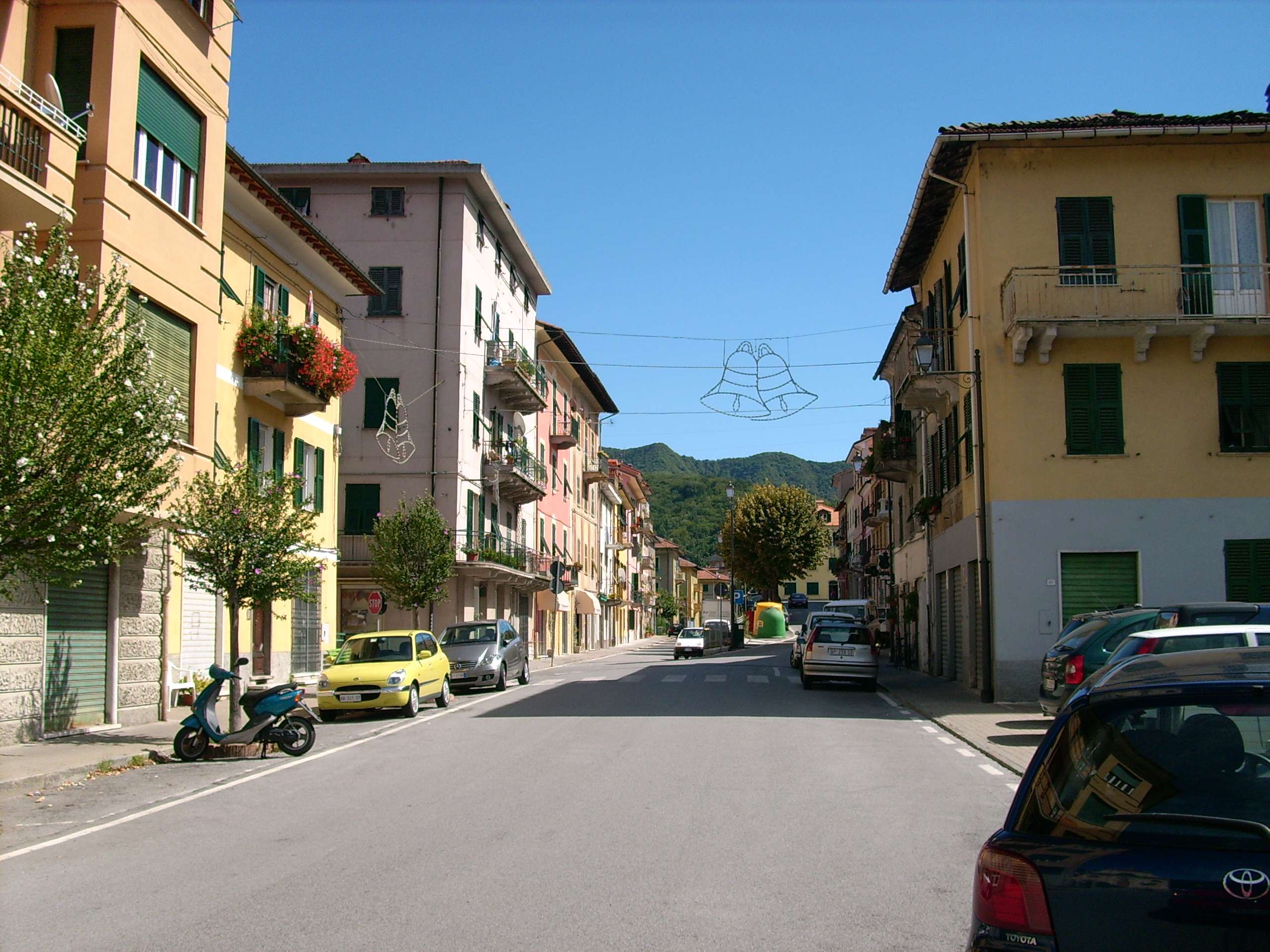
Ronco Scrivia

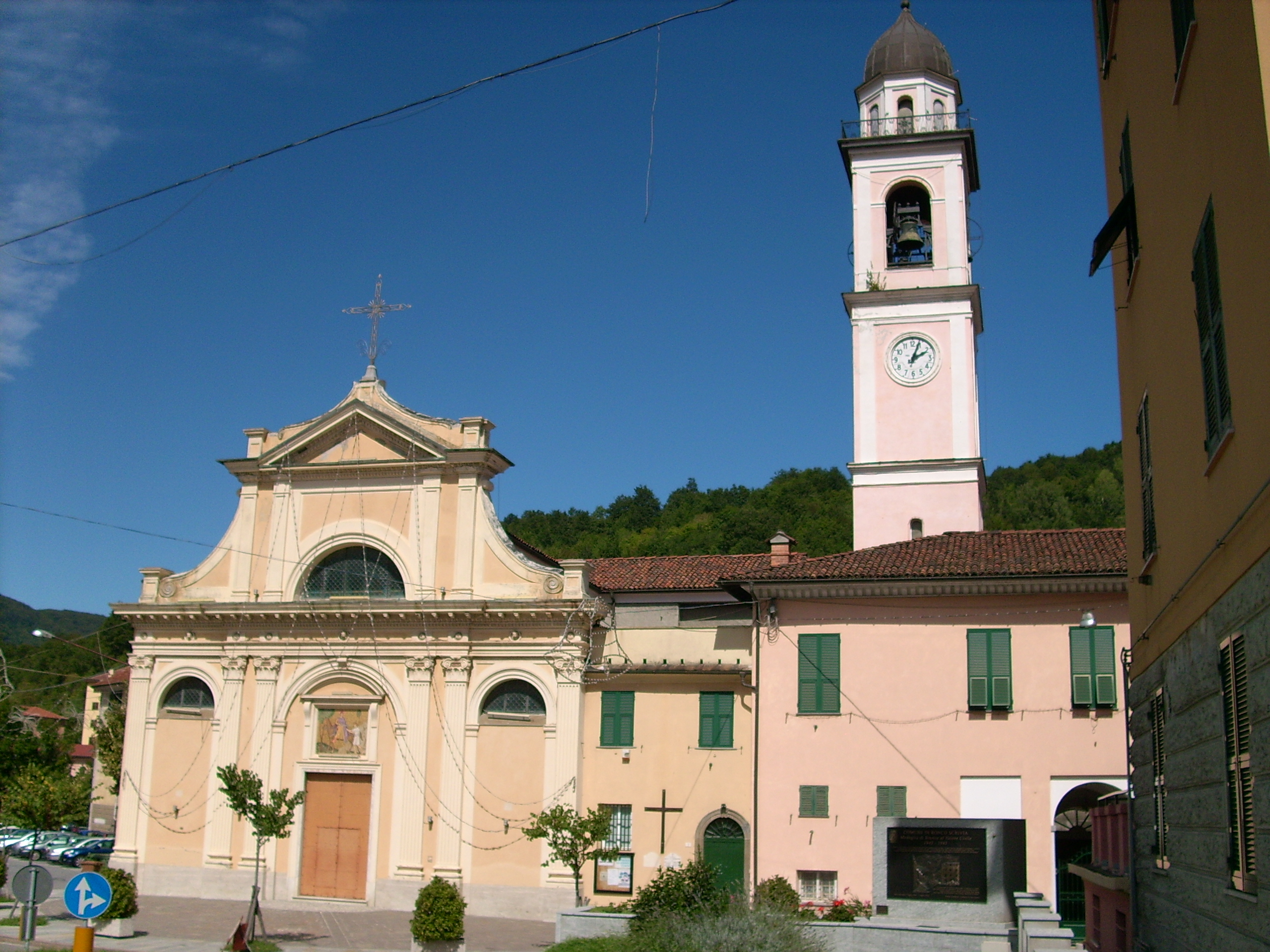
Kirche San Martino

Ronco Scrivia liegt im Tal Scrivia auf einer Schwemmlandebene bei einer Doppelkurve des Flusses Scrivia, von dem die Gemeinde in zwei Ortsteile getrennt wird. Beide Gemeindeteile werden von zahlreichen Bodenerhebungen begrenzt; der Monte Reale (902 Meter) ist von diesen die höchste. Im umgebenden Bergland befinden sich zahlreiche Siedlungen, die hauptsächlich der Landwirtschaft dienen. Zudem liegt in der unmittelbaren Nähe der Stausee Lago della Busalletta, der die Nachbargemeinde Busalla und die Regionalhauptstadt Genua mit Trinkwasser versorgt.
Die Gemeinde wird durch den Apennin von der ligurischen Küste abgetrennt. Die Lage im Bergland des Ligurischen Apennins ist auch verantwortlich für das raue Klima (im Winter oft mit Schneefall), das im Gegensatz zu den milden Wetterlagen der Italienische Riviera steht.
Ronco Scrivia bildet mit neun weiteren Kommunen die Comunità Montana Alta Valle Scrivia. Das Territorium der Gemeinde gehört zum Parco naturale regionale dell’Antola (Regionaler Naturpark Antola).

## Wirtschaft
Der Hersteller von Motorsport-Zubehör und Kfz-Zulieferer OMP Racing hat seinen Hauptsitz sowie seine Fertigungsstätten in Ronco Scrivia.